# Ibach (powiat Waldshut)
Ibach – miejscowość i gmina w Niemczech, w kraju związkowym Badenia-Wirtembergia, w rejencji Fryburg, w regionie Hochrhein-Bodensee, w powiecie Waldshut, wchodzi w skład związku gmin St. Blasien. Leży w Schwarzwaldzie, ok. 1,5 km od Todtmoos.

## Współpraca
Miejscowość partnerska:
- Pohrsdorf – dzielnica Tharandt, Saksonia